# Assedio di Oudenaarde
L’assedio di Oudenaarde ebbe luogo nel 1452. Fu uno dei più importanti combattimenti della Rivolta di Gand (1449-1453). La città venne assediata dalle forze della città ribelle di Gand e difesa dalle forze guidate da Simon de Lalaing, uno dei principali capitani al servizio di Filippo il Buono, duca di Borgogna. L'assedio incluse uno dei più grandi bombardamenti d'artiglieria mai visti in Europa. La presa della città da parte delle forze di Filippo aprì la strada verso Gand alle forze borgognoni. Nel 1453 i ribelli vennero sconfitti nella Battaglia di Gavere.

## Antefatto
La rivolta di Gand iniziò come resistenza dei rappresentanti civici della città al crescente potere dei duchi Valois di Borgogna, con supporto popolare, in particolare contro i tentativi del duca Filippo il Buono di imporre tasse indirette come quella sul sale alla città, simili alle gabelle francesi, nel 1447. Le autorità civili della città fedeli al duca vennero destituite da un movimento popolare che governò tramite un'assemblea generale. Molti dei villaggi vicini, terrorizzati che potesse loro accadere qualcosa, si schierarono col duca e dichiararono guerra a Gand il 31 maggio 1452. Il duca tentò di bloccare la città con una guarnigione per privarla dei rifornimenti ponendo nei villaggi delle forze armate, tra cui a Oudenaarde, presso il fiume Schelda, che venne posta la comando di Simon de Lalaing. Gand tentò di prendere questi villaggi che la attorniavano di modo da rifornirsi e rompere la difesa del duca e dei suoi alleati.

## L'assedio

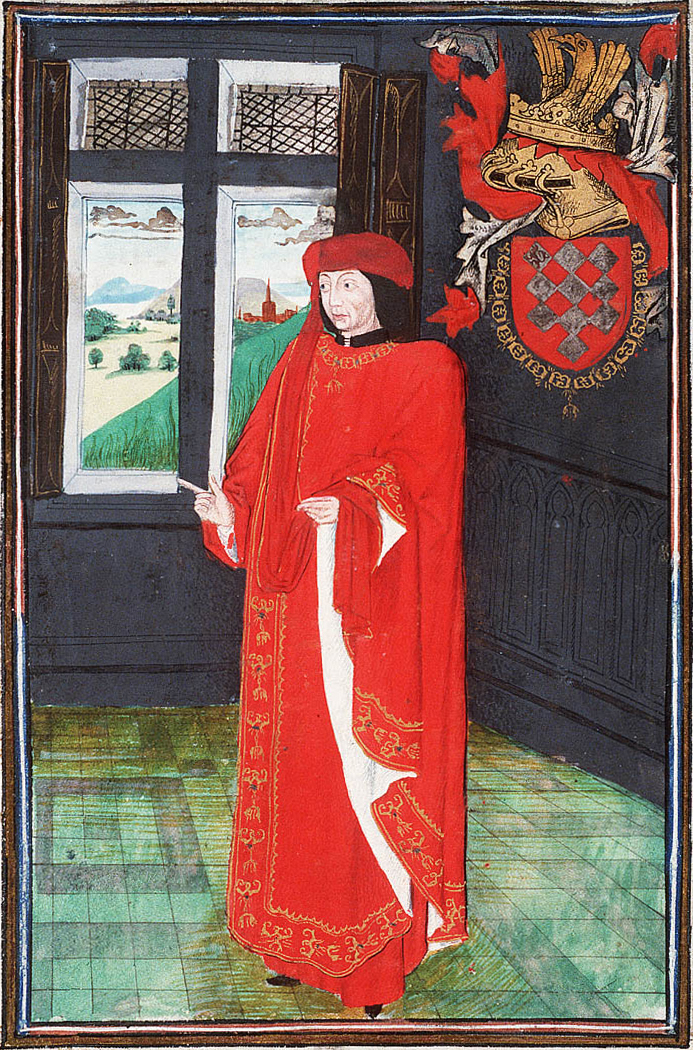
Simon de Lalaing (1405–77), comandante borgognone della difesa della città

Al comando di tre capitani, i gandiani posero assedio a Oudenaarde il 14 aprile 1453, occupando anche Espierres, attaccando Aalst e poi (il 16 aprile) tentando senza successo di prendere anche la città di Grammont. Gettarono due ponti sullo Scheldt su ciascun lato della città così da poter attaccare su due fronti. De Lalaing preparato a resistere agli attacchi, bruciò i sobborghi esterni della città così che il nemico non potesse servirsene. I gandiani trasportarono una notevole artiglieria lungo il fiume, tra cui bombarde, cannoni, mortai e serpentine. Tra questi vi era una bombarda nota col nome di Dulle Griet, del peso di più di 16 tonnellate. I difensori avevano pure a disposizione un gran numero di pezzi d'artiglieria e ne risultò uno dei più grandi duelli d'artiglieria della storia d'Europa. I difensori si organizzarono anche con proiettili incendiari e taniche d'acqua per le strade per sedare gli eventuali incendi.
Gli attaccanti utilizzarono anche la sfera psicologica dell'attacco, inviando frecce con messaggi nella città nei quali si diceva che De Lalaing stava pianificando di tradire la città. Prepararono anche due ragazzi, che dissero essere i figli di De Lalaing catturati in un raid nell'Hainault, e promisero di ucciderli se la città non si fosse arresa, ma De Lalaing rispose con una cannonata. De Lalaing stesso fu quasi sul punto di morire cadendo in un fossato dopo un'ispezione.

## La fine dell'assedio
Mentre l'assedio era in corso, il duca inviò il grosso delle sue forze a Grammont e suo cugino ed alleato Giovanni II di Nevers inviò le sue a Seclin. Il conte con 3000 uomini prese il ponte di Espierres e quello vicino di Helchin e quindi avanzò a catturare la città il 24 aprile. I gandiani sulla riva ovest della città, abbandonando gran parte della loro artiglieria, tra cui la Dulle Griet, ed i loro bagagli, si dettero alla fuga. Le forze ribelli sulla riva est abbandonarono anche loro il campo all'arrivo delle forze del duca. Secondo il duca, gran parte di loro vennero catturati e uccisi. Il cronista Enguerrand de Monstrelet disse che l'opinione comune era che rimasero uccisi più di 3000 gandiani durante la fuga, mentre il conte perse un solo uomo, un mercenario. I tre capitani fuggirono a Gand, ma vennero giustiziati e cinque nuovi capi vennero eletti al loro posto.

## Conseguenze
Dal 1 al 15 maggio Gand venne bombardata dai borgognoni, i quali poi si portarono ad Aalst, Dendermonde e Oudenaarde. L'attacco finale ai ribelli venne ritardato per un'ambasceria di Carlo VII di Francia, dai negoziati di pace e dalle difficoltà nel pagare l'esercito ducale. L'anno successivo i ribelli vennero definitivamente sconfitti nella Battaglia di Gavere il 23 luglio 1453 e venne siglata la Pace di Gavere che restaurò il tradizionale governo della città e fortificò l'autorità ducale.